# ملعب رابح بيطاط
ملعب رابح بيطاط أو الملعب الأولمبي البويرة هو ملعب لكرة القدم افتتح في عام 2004 في مدينة البويرة في الجزائر. سمي الملعب باسم رابح بيطاط تكريما له وهو سياسي ومجاهد جزائري .

## روابط خارجية
- الموقع الإلكتروني لوزارة الشباب والرياضة في الجزائر